# It's Only Pain
It's Only Pain è un singolo della cantautrice britannica Katie Melua pubblicato l'11 settembre 2006, quarto estratto dall'album Piece by Piece.

## Il disco
La rivista The Sun ha paragonato il trucco della cantante nel video musicale del brano a quello di Robert Smith dei Cure.

## Tracce
CD-Maxi Dramatico 0000205DRA
1. It's Only Pain
2. Lucy In The Sky With Diamonds (Recorded Live For BBC Radio 2)
3. It's Only Pain (Video)

## Classifiche
| Classifica (2006) | Posizione massima |
| ----------------- | ----------------- |
| Paesi Bassi       | 39                |
| Norvegia          | 15                |